# Visuotinė lietuvių enciklopedija

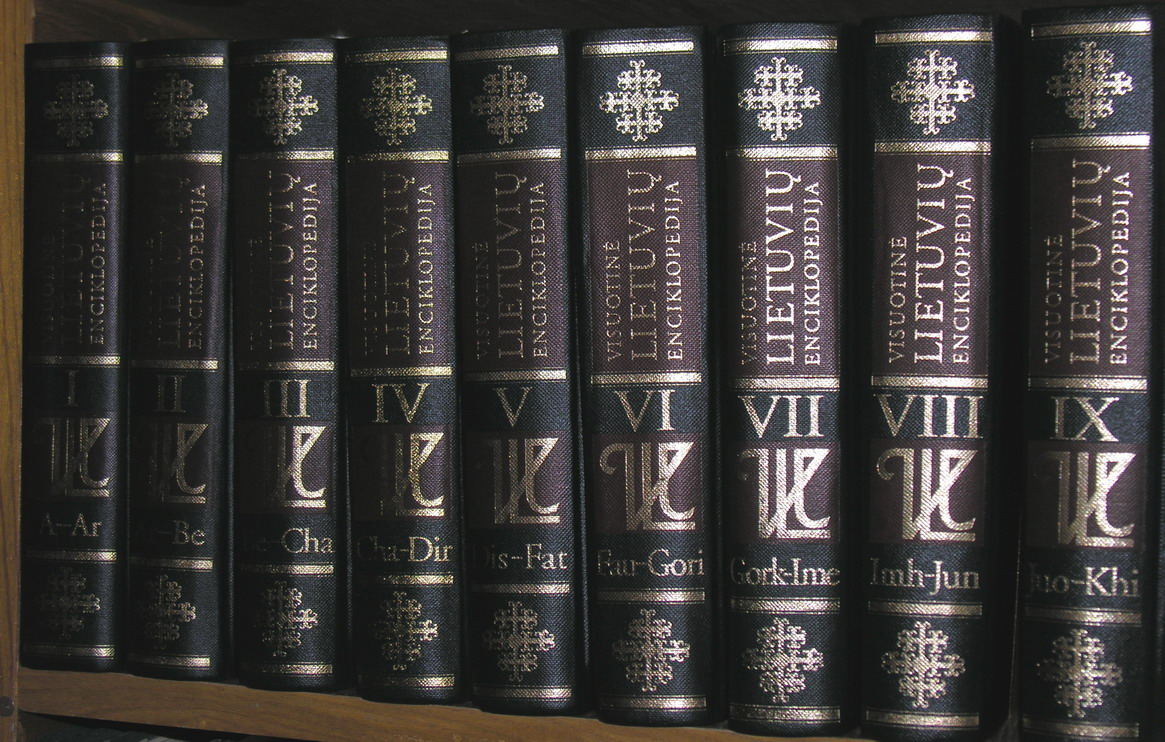
Volumi della Visuotinė lietuvių enciklopedija

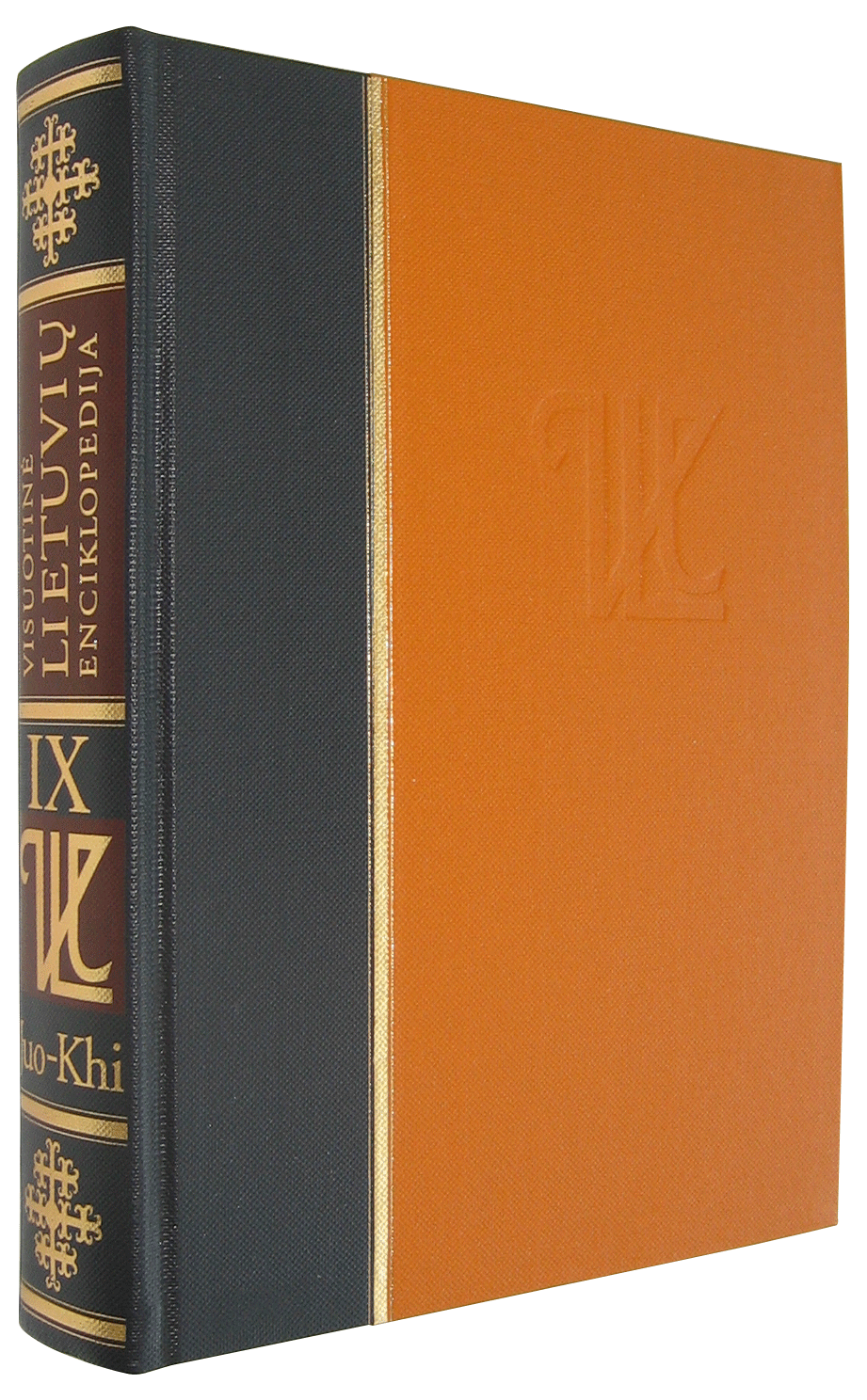
Il nono volume

La Visuotinė lietuvių enciklopedija o VLE (dal lituano Enciclopedia universale lituana) è un'enciclopedia universale in 25 volumi scritta in lingua lituana e pubblicata dall'Istituto di Pubblicazione della Scienza e dell'Enciclopedia (oggi Mokslo ir enciklopedijų leidybos centras) dal 2001 al 2014. La VLE è la prima enciclopedia universale pubblicata nella Lituania indipendente e sostituisce la precedente Lietuviškoji Tarybinė Enciklopedija, pubblicata in tredici volumi dal 1976 al 1985. L'ultimo volume, il XXV, ha visto la luce nel luglio 2014. Un ulteriore volume contenente degli aggiornamenti, delle correzioni di errori e delle modifiche agli indici è stato pubblicato nel 2015. I venticinque volumi dell'enciclopedia contengono quasi 122.000 articoli e circa 25.000 illustrazioni. Dal giugno 2017 la VLE è disponibile anche in versione online e viene costantemente sottoposta ad aggiornamenti.

## Descrizione
La VLE è un'enciclopedia pubblicata in lituano e si concentra essenzialmente sulla Lituania, sui lituani e su tematiche relative al Paese baltico (personalità lituane, organizzazioni, lingua, storia, cultura, attività nazionali). La categoria appena menzionata costituisce circa il 20-25% degli articoli e delle illustrazioni (circa 6.000 articoli si preoccupano di descrivere soltanto personalità).
Vari articoli tematici separati compiono riferimenti a pubblicazioni o studi esterni incentrati sulla Lituania o sui lituani. Molto spazio è dedicato nell'enciclopedia ad argomenti vietati o ignorati durante la parentesi sovietica: è il caso del dibattito sul diritto all'autodeterminazione della Lituania, alla storia della Chiesa cattolica, alle forze armate, alla resistenza della Lituania all'occupazione nazista e sovietica, alla storia dello Stato lituano e alla Lituania minore con riferimento a fenomeni storici di patriottismo. Juozapas Girdzijauskas ha dichiarato che la VLE «farà conoscere in maniera oggettiva alla società la cultura del mondo, si ispirerà ai moderni modelli scientifici, promuoverà i valori umanistici dell'umanità e aiuterà il popolo lituano a superare l'ideologia sovietica».

## Consiglio editoriale
Il coordinamento e la redazione della Visuotinė lietuvių enciklopedija sono affidati a importanti studiosi lituani:
- prof., abil. dr. Algirdas Ambrazas;
- prof. abil. dr. Antanas Bandzaitis;
- dott. Jonas Boruta;
- prof. abil. dr. Juozapas Girdzijauskas;
- prof. abil. dr. Bronius Grigelionis;
- prof. abil. dr. Leonas Kadžiulis;
- dott. dr. Algirdas Kiselis;
- prof. abil. dr. Vytautas Kubilius
- dott.ssa Elvyra Janina Kunevičienė;
- prof. abil. dr. Alfonsas Skrinska;
- prof. abil. dr. Antanas Tyla;
- prof. accadem. abil. dr. Zigmas Zinkevičius

Inoltre, sono stati istituiti comitati editoriali-scientifici di 23-25 studiosi per le principali branche scientifiche. In totale, si contavano 2.957 autori.